# 1er régiment d'infanterie territoriale
Le 1er régiment d'infanterie territorial est un régiment d'infanterie de l'armée de terre française qui a participé à la Première Guerre mondiale.

## Création et différentes dénominations
- 1875 : formation du 1er régiment d'infanterie territoriale par décret du 19 mars, en prévision de la mobilisation[1]

## Drapeau
Il ne porte aucune inscription.

## Historique des garnisons, combats et batailles du1erRIT

### Première Guerre mondiale
Affectations : Place forte de Maubeuge

#### 1914
- 28 août au 8 septembre 1914 : Siège de Maubeuge.
- Ce régiment fut fait prisonnier entièrement parmi les 45 000 combattants de la poche de Maubeuge, les soldats furent internés dans les camps allemands de Chemnitz, Soltaut, Hamborn, Minden, etc. jusqu'en décembre 1918-janvier 1919.